# Domenico De Gennaro
Domenico De Gennaro duca di Cantalupo (Napoli, 1720/1730 – Napoli, 1803) è stato un economista e nobile italiano. Era il fratello del letterato Antonio De Gennaro, duca di Belforte. Nelle sue pubblicazioni preferì il cognome "Di Gennaro".

## Biografia
Domenico de Gennaro nacque tra il 1720 e il 1730 a Napoli. Suo padre era Francesco Andrea, mentre sua madre si chiamava Marianna Brancaccio. Si possiedono scarse informazioni riguardo ai primi anni di vita di de Gennaro; negli anni successivi si affermò come valido e rispettato economista. Con la pubblicazione nel 1783 dell'opera Annona ossia Piano economico di pubblica sussistenza, espresse le sue idee dichiaratamente liberali e contrarie all'imposizione di dazi o altre misure restrittive del libero commercio. Ciononostante, ebbe idee e comportamenti per così dire "anticonformistici" nei confronti dell'eversione della feudalità e della proprietà terriera e mantenne posizioni filoborboniche. Con la Repubblica Napoletana del 1799 si mantenne moderato; ebbe alcuni ruoli, ma si dichiarò contrario all'incameramento dei beni di coloro che si erano rifugiati col re in Sicilia e questo lo avvantaggiò con il ritorno al trono dei Borbone nello stesso anno. Per i fatti del 1799 dovette scontare due anni di carcere e morì a Napoli nel 1803, poco dopo la sua liberazione.
Lo scienziato nonché economista Luca de Samuele Cagnazzi lo ricorda come "un grande Economista", in contrapposizione a Troiano Odazi che invece considerava non molto preparato. Anche Alberto Fortis, in visita a Napoli insieme a Cagnazzi nella seconda metà degli anni 1780, espresse valutazioni negative su Odazi.

## Opere
- Annona, ossia Piano economico di pubblica sussistenza, De Simone, 1783.[1]

## Cariche ricoperte
- Intendente economico e finanziario del Regno di Napoli (nominato da Ferdinando IV di Napoli)[4]

## Onorificenze
- Membro dell'Accademia delle Scienze di Napoli[4]